# Kostel svatého Václava (Výsluní)
Monumentální římskokatolický kostel svatého Václava ve městě Výsluní, 13 km západně od Chomutova, byl postaven v 50. letech 19. století. Od roku 1998 je chráněn jako kulturní památka. Kostel je ve vlastnictví města Výsluní.

## Historie

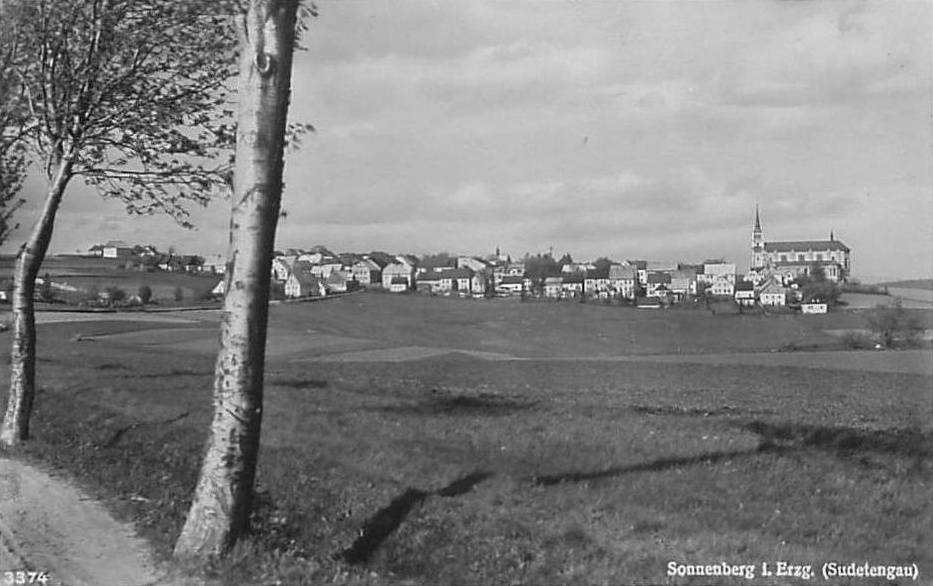
Výsluní s kostelem od jihozápadu, cca 1940

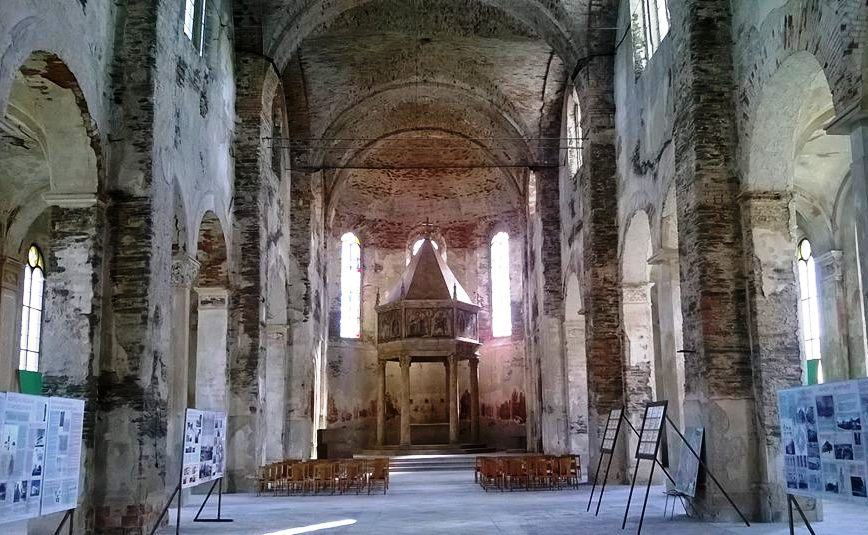
Interiér kostela v roce 2014

První dřevěný kostel byl v obci postaven v polovině 16. století. Když však byla 27. března 1640 zapálena Švédy, téměř celá vyhořela a za oběť požáru padl i kostel. Druhý kostel byl v obci postaven až v letech 1658–1659. I tento kostel však vyhořel, stalo se tak roku 1843 poté, co blesk zapálil věž.
Třetí, současný kostel, byl vystavěn v letech 1851–1857. Tento pseudorománský chrám postavil A. Wild z Prahy podle projektu architekta Karla Řivnáče. Jeho délka dosahuje 35 metrů a šířka 20 metrů, míval pět oltářů.
Po odsunu Němců od 50. let 20. století začal chátrat. V roce 1959 se v něm konala poslední svatba a křtiny. Poté byl uzavřen a začala jeho rychlá devastace. Inventář byl v tomto období ze značné části vykraden nebo zničen. Varhany byly shozeny z kůru do lodě kostela. V roce 1981 jej od svíčky zapálili dva nepozorní chlapci. Následný požár kostel připravil o střechu i věž, a jeho nekrytý interiér tak vystavil povětrnostním vlivům. Zdaleka viditelný kostel, pro svou velikost někdy označovaný jako katedrála Krušných hor, byl určen k demolici. Pro nedostatek financí však nebyla provedena oprava. Po sametové revoluci chtělo vedení města kostel prodat jako sklad nebo zbourat.
V roce 1997 byla založena nadace Kostel sv. Václava, jejímž cílem je kostel zachránit. V následujícím roce byla zahájena jeho rekonstrukce, byly postaveny nové krovy i střecha, obnovena věž.
V kostele se od zahájení rekonstrukce opět konají svatby, je využíván také ke kulturním akcím. Konaly se zde např. výstavy na téma voroplavby nebo devastace pohraničí, koncerty či divadelní přehlídka.
V úterý 28. září 2021 byla v prostoru kolem chrámu obnovena tradice Svatováclavských poutí.

## Ve filmu
Roku 1996 v ještě zdevastovaném kostele režisér Vladimír Michálek natáčel scény filmu Zapomenuté světlo. V roce 2001 zde němečtí filmaři natáčeli pohádku Lenya. V následujícím roce jej Petr Zelenka využil ve filmu Rok ďábla a německá metalová skupina Rammstein ve svém klipu Feuer frei! Při tomto natáčení však začala opadávat omítka a byla poškozena nová dlažba kostela. V roce 2009 posloužil kostel jako kulisa pro film Jindřich IV. Peníze za natáčení umožňují městu realizaci dalších oprav.
Pohled na Výsluní s kostelem od jihozápadu se objevil i seriálu 30 případů majora Zemana v díle Vyznavači ohně.
V roce 2020 se v kostele natáčela kriminální série Zrádci, v kostele byl situován policejní štáb.
V roce 2020 zde natáčela americká produkce scény pro seriál Kolo času.
V roce 2022 se v kostele a kolem něj natáčel německý válečný film Krev a zlato.